# Милан Живковић
Милан Живковић (Београд, 31. март 1948) српски je редитељ, сценариста и епизодни глумац. Најпознатији је као редитељ и сценариста филмова Тесна кожа 2, Тесна кожа 4 и Тесна кожа 5 у сарадњи са продукцијском кућом Гама ентертејнмент груп.

## Филмографија

### Режија
| Год.  | Назив        | Жанр     | Награда |
| ----- | ------------ | -------- | ------- |
| 1987. | Тесна кожа 2 | комедија |         |
| 1988. | Други човек  | драма    |         |
| 1991. | Црна Марија  | драма    |         |
| 1991. | Тесна кожа 4 | комедија |         |
| 1993. |              | драма    |         |
| 1994. | Биће боље    | трилер   |         |
| 1994. |              | трилер   |         |
| 2014. | Тесна кожа 5 | комедија |         |

### Сценарио
| Година | Назив                |
| ------ | -------------------- |
| 1977.  | Гледајући телевизију |
| 1984.  | Мољац                |
| 1987.  | Тесна кожа 2         |
| 1988.  | Други човек          |
| 1991.  | Црна Марија          |
| 1991.  | Тесна кожа 4         |
| 1993.  |                      |
| 1994.  | Concealed Weapon     |
| 2009.  | Кино Лика            |
| 2014.  | Тесна кожа 5         |

### Глума
| Год.     | Назив            | Улога        |
| -------- | ---------------- | ------------ |
| 1980.-те |                  |              |
| 1987.    | Тесна кожа 2     | Пролазник    |
| 1988.    | Други човек      | Коси         |
| 2000.-те |                  |              |
| 2003.    |                  | Бобан        |
| 2004.    | 100 минута славе | Салонац Лион |